# Primera División de Chile 1947
El Campeonato Nacional de Fútbol de la Primera División de 1947 fue el torneo disputado en la 15.ª temporada del fútbol profesional chileno, con la participación de trece equipos.
El torneo se jugó en dos rondas con un sistema de todos contra todos.
El campeón del torneo fue Colo-Colo, que logró su quinto campeonato, sobrepasando, de esta forma, en la cantidad de torneos nacionales conseguidos a Magallanes, que tenía a la fecha 4 títulos.

## Tabla final
| Pos | Equipo               | PJ | PG | PE | PP | GF | GC | Dif | Pts |
| --- | -------------------- | -- | -- | -- | -- | -- | -- | --- | --- |
| 1   | Colo-Colo            | 24 | 16 | 6  | 2  | 48 | 21 | 27  | 38  |
| 2   | Audax Italiano       | 24 | 14 | 3  | 7  | 56 | 38 | 18  | 31  |
| 3   | Unión Española       | 24 | 11 | 5  | 8  | 55 | 43 | 12  | 27  |
| 4   | Universidad de Chile | 24 | 11 | 5  | 8  | 44 | 34 | 10  | 27  |
| 5   | Universidad Católica | 24 | 9  | 8  | 7  | 47 | 39 | 8   | 26  |
| 6   | Santiago Wanderers   | 24 | 10 | 5  | 9  | 46 | 45 | 1   | 25  |
| 7   | Badminton            | 24 | 9  | 6  | 9  | 48 | 42 | 6   | 24  |
| 8   | Magallanes           | 24 | 8  | 7  | 9  | 49 | 50 | -1  | 23  |
| 9   | Green Cross          | 24 | 10 | 3  | 11 | 45 | 51 | -6  | 23  |
| 10  | Santiago National    | 24 | 8  | 3  | 13 | 49 | 64 | -15 | 19  |
| 11  | Santiago Morning     | 24 | 7  | 3  | 14 | 39 | 49 | -10 | 17  |
| 12  | Iberia               | 24 | 7  | 2  | 15 | 29 | 47 | -18 | 16  |
| 13  | Everton              | 24 | 7  | 2  | 15 | 35 | 67 | -32 | 16  |

PJ=Partidos jugados; PG=Partidos ganados; PE=Partidos empatados; PP=Partidos perdidos; GF=Goles a favor; GC=Goles en contra; Dif=Diferencia de gol; Pts=Puntos
|  | Campeón |

## Campeón
|                              |
| Campeón Colo-Colo 5.º título |
|                              |